# Michaił Krachmalow
Michaił Konstantinowicz Krachmalow (ros. Михаил Константинович Крахмалёв, ur. 7 listopada 1914 w słobodzie Nikołajewskaja w guberni astrachańskiej, zm. 17 września 1977 w Briańsku) – radziecki polityk, I sekretarz Komitetu Obwodowego WKP(b) w Tambowie (1951-1952), I sekretarz Komitetów Obwodowych KPZR w Biełgorodzie (1954-1960) i Briańsku (1960-1977), członek KC KPZR (1961-1977).
1934 ukończył technikum w Saratowie i został technikiem drogowym w tym mieście, później odbywał służbę w Armii Czerwonej, 1938-1939 sekretarz miejskiego i obwodowego komitetu Komsomołu w Saratowie. Od 1939 w WKP(b), 1939-1942 słuchacz Wyższej Szkoły Partyjnej przy KC WKP(b), od 1943 I sekretarz rejonowego komitetu WKP(b) w obwodzie tambowskim, potem kierownik wydziału Komitetu Obwodowego WKP(b) w Tambowie, 1948-1951 II sekretarz Komitetu Obwodowego WKP(b) w Tambowie. Od kwietnia 1951 do sierpnia 1952 I sekretarz Komitetu Obwodowego WKP(b) w Tambowie, od sierpnia 1952 do stycznia 1954 inspektor KC WKP(b)/KPZR, od stycznia 1954 do 14 grudnia 1960 I sekretarz Komitetu Obwodowego KPZR w Biełgorodzie. Od 25 lutego 1956 do 17 października 1961 zastępca członka KC KPZR, od 13 grudnia 1960 do śmierci I sekretarz Komitetu Obwodowego KPZR w Briańsku (od stycznia 1963 do grudnia 1964: Wiejskiego Komitetu Obwodowego KPZR), od 31 października 1961 do śmierci członek KC KPZR. Deputowany do Rady Najwyższej ZSRR od 4 do 9 kadencji. Odznaczony czterema Orderami Lenina.